# 大寿丸事件
大寿丸事件（だいじゅまるじけん）は、北朝鮮（朝鮮民主主義人民共和国）によるスパイ事件。北朝鮮と日本を結ぶ海上ルート確立を目的とする北朝鮮工作員による日本潜入事件。1962年（昭和37年）7月24日摘発（検挙）。滝川事件（たきがわじけん）と称することもある。

## 概要
戦前に滞日経験があり、法政大学で学んだこともある崔燦寔（チェ・チャンシク、当時44歳）は戦後、北朝鮮に引き揚げたが、1960年（昭和35年）6月、当局により北朝鮮工作員として召喚され、様々なスパイ訓練を施されたのち、
- 20トン級船舶の購入
- 海上運搬業務の経営
- 購入した船舶を使用しての日朝間の工作員搬送および密輸

などを指示され、乱数表、無線機、工作資金等を携行して北朝鮮の港を出発した。1960年10月19日、崔燦寔は日本海に面した山形県酒田市付近の海岸から日本に密入国した。入国後、崔は元大阪府在住の「帰化人」滝川洋一になりすまし、東京都内や埼玉県内にアジトを設営する一方、在日本朝鮮人総聯合会（朝鮮総連）幹部だった都内荒川区箕輪病院の病院長梁川（やながわ）こと梁亟浩（ヤン・グクホ、当時44歳）から資金援助を受け、日本人名義で漁船「大寿丸」（19トン）を購入、漁船登録許可を得た。
崔は、日本人船長や在日韓国・朝鮮人4名を大寿丸の乗組員として雇用し、1961年（昭和36年）8月19日、「鳥取県の境港に行く」と称して、山口県下関港を出港し、そのまま北朝鮮の海岸に着いた。しかし、大寿丸の動向についてはこの時点ですでに山口県警察や警察庁が把握しており、「滝川洋一」を名乗る人物が乗船していたことや崔の北朝鮮渡航の事実をつかんでいた。出入国管理令（出入国管理及び難民認定法）違反の嫌疑でさらに内偵を進めたところ、箕輪病院長の梁亟浩が対日工作組織の指導的立場にあり、工作組織の密出入国の首謀者であることを突き止めた。
北朝鮮に渡った崔燦寔は到着後、同地で日本での活動状況を報告したのち、「山形県酒田港を拠点とする日本・北朝鮮間の貿易ルートの設定」という新たな任務を指示された。崔はあらためて渡された乱数表や工作資金を携行し、1961年10月、再び「大寿丸」で日本に向かい、酒田市付近から再度不法に入国した。崔は、日本再潜入成功の報告として、「毎日新聞」の「たずね人」欄に「健一、すぐ帰れ、母危篤、健次郎」の広告を出したといわれる。
再潜入後の崔は実在する日本人になりすまし、東京都内に潜伏してスパイ活動を続けたが、これに先立つ9月9日、山口県警察は崔燦寔ら関係者を全国指名手配していた。11月20日、警視庁公安部は梁丞浩を密出国ほう助の疑いで逮捕し、一方、大阪府警察は大寿丸の船員を逮捕した。崔燦寔が警視庁によって逮捕されたのは、翌1962年（昭和37年）7月24日のことであった。崔燦寔のアジトからは乱数表や暗号用インクなどが発見された。
1962年10月19日、山口地方裁判所下関支部は崔燦寔に対し、出入国管理令違反で懲役1年の判決を下した。崔は、1963年（昭和38年）、帰還船で北朝鮮に帰った。
なお、箕輪病院長だった梁亟浩は、在日朝鮮人科学者協会（「科協」）の会長や朝鮮総連中央委員などを歴任した総連幹部であり、東京を中心とした工作員への資金関係も担当していた。このことは、朝鮮総連が北朝鮮の出先機関として本国からの対日工作に加担してきた明らかな証拠であるとみなすことができる。

## 「滝川洋一」について
崔燦寔がなりすましの対象とした「滝川洋一」なる人物は、『戦後の外事事件』（2007）では「大阪居住の帰化人」としており、恵谷治『対日謀略白書』（1999）では「大阪在住で帰化した滝川洋一（本人は50年6月に北朝鮮で病死）」と記載されており、警察用語でいうところの「背乗り」にあたる。ただし、1950年当時、日本はまだ連合国軍総司令部の占領下にあり、従前日本国籍であった朝鮮半島出身者の処遇は確定していなかった。したがって、彼が「帰化」した朝鮮人ということはありえない。可能性としては、単に通名を用いて偽装していただけということ、もしくは日本人（内地日本人）と結婚して戸籍を移動させた朝鮮半島出身者だったことも考えられる。「1950年6月に北朝鮮で病死」という情報がどこからもたらされたのかについても疑問が残る。また、この記載より、「滝川洋一」が日本から拉致されていった人物という可能性も否定できない。